# Włoszczowa
Włoszczowa là một thị trấn thuộc huyện Włoszczowski, tỉnh Świętokrzyskie ở trung tâm Ba Lan. Thị trấn có diện tích 30 km². Đến ngày 1 tháng 1 năm 2011, dân số của thị trấn là 10657 người và mật độ 352 người/km².